# Consumi intermedi
Nella contabilità nazionale e in economia aziendale i consumi intermedi sono il valore dei beni e servizi consumati o trasformati dai produttori durante il processo produttivo.
Si considerano i soli beni che entrano una volta soltanto nel processo produttivo (come le materie prime e i semilavorati), per essere consumati (si pensi all'energia elettrica), o trasformati (si pensi alla farina trasformata in pane); sono, invece, esclusi dalla definizione i beni capitali - il cui consumo è rappresentato dall'ammortamento - intendendosi per beni capitali quelli che entrano più volte nel processo di produzione (come gli impianti e gli edifici).
I consumi intermedi possono essere calcolati per una singola impresa o, come aggregato, per un intero settore o per l'intero sistema economico. Sottraendo i consumi intermedi dal valore della produzione si ottiene il valore aggiunto o, a livello di sistema economico, il prodotto interno lordo (PIL).
| Controllo di autorità | GND (DE) 4325484-6 |